# Gare de Bentak
Ne doit pas être confondu avec Gare de Ventas de Irun.
La gare de Bentak est une gare ferroviaire espagnole de la ligne métrique Saint-Sébastien - Hendaye. Elle est située dans la commune d'Irun, dans la province de Guipuscoa et la communauté autonome du pays basque. 
C'est une gare appartenant à l'entreprise publique Euskal Trenbide Sarea - Red Ferroviaria Vasca, dépendant du gouvernement basque. Surnommée « El Topo (la taupe) », elle est exploitée par l'opérateur Euskotren Trena.

## Situation ferroviaire
La gare de Bentak est située sur la ligne à écartement métrique de Saint-Sébastien à Hendaye entre les gares d'Belaskoenea (en direction d'Hendaye) et de Gaintxurizketa (en direction de Saint-Sébastien).
C'est une gare dotée de deux voies bordée par deux quais latéraux.

## Histoire
Cette gare a ouvert en 1912 en même temps que la ligne Saint-Sébastien - Irun.

## Service des voyageurs

### Accueil
Gare Euskotren, elle dispose de distributeurs automatiques de titres de transport Renfe et Euskotren. Elle est accessible aux personnes à mobilité réduite.

### Desserte
La gare de Bentak est desservie tous les quarts d'heure par les trains de la ligne E2 du métro de Saint-Sébastien. Un train sur deux est prolongé d'Irun Colon à Hendaye.

### Intermodalité
La gare de Bentak est en correspondance avec la ligne ferroviaire C-1 des Cercanías Saint-Sébastien en gare de Ventas de Irun.